# Група багатовікових дубів (Чернігів, вул. Шевченка, 97)
Гру́па багатовікови́х дубі́в — ботанічна пам'ятка природи місцевого значення в Україні. Розташована в місті Чернігів, на вулиці Т. Шевченка, 97 (біля головного корпусу Інституту сільськогосподарської мікробіології та агропромислового виробництва). 
Площа 0,05 га. Статус дано згідно з рішенням Чернігівського облвиконкому від 10.06.1972 року № 303; від 27.12.1984 року № 454; від 28.08.1989 року № 164; рішення Чернігівської обласної ради від 14.05.1999 року. Перебуває у віданні: Чернігівське МК РБП «Зеленбуд». 
Статус дано для збереження кількох екземплярів вікових дубів, що зростають біля колишньої Садиби Глібова. 